# Westfälische Pflegefamilie
Das Landesjugendamt des Landschaftsverbandes Westfalen-Lippe entwickelte 1976 das Konzept der Westfälischen Pflegefamilien für ältere Kinder und Jugendliche, die in Heimen lebten und für die ein überschaubarer Beratungs- und Betreuungsrahmen in einer Familie förderlicher und geeigneter war. Bis 1978 suchten zwei pädagogische Mitarbeiterinnen des LWL-Landesjugendamtes nach geeigneten Pflegefamilien für Kinder und Jugendliche, die über die öffentliche Erziehungshilfe in Kinder- und Erziehungsheimen lebten. Für jüngere Kinder mit Behinderungen/besonderen Einschränkungen, für die auf Grund der besonderen Betreuungsintensität klassische Pflegefamilien nicht gefunden werden konnten, entwickelte das LWL-Landesjugendamt fast zeitgleich die Sozialpädagogischen Pflegefamilien.
Da es für das Landesjugendamt nicht möglich war, den gesamten Bereich Westfalen-Lippe abzudecken, nahm es 1988 mit einigen freien sowie öffentlichen Trägern der Jugendhilfe Kontakt auf, um in ihrer jeweiligen Region Westfälische Pflegefamilien zu akquirieren. Der Beschluss des LWL-Landesjugendhilfeausschusses wurde so umgesetzt und beide Formen der Familienpflege konnten weiter ausgebaut werden.
Das Landesjugendamt stellte im Jahre 1992 wegen der Novellierung des JWG zum KJHG die Auswahl, Vorbereitung und Beratung der WPF ein und übernahm die Geschäftsführung des Trägerverbundes.
Die Westfälischen Pflegefamilien sind rechtlich der Sonderpflege gemäß § 33 S. 2 SGB VIII zuzuordnen.

## Qualifikation
Westfälische Pflegefamilien sind Familien, Paare oder Einzelpersonen mit besonderer Eignung und in Einzelfällen einer pädagogischen bzw. medizinischen Qualifikation, die ein Kind oder einen Jugendlichen längerfristig in ihrem Haushalt betreuen. Die Form der Westfälischen Pflegefamilie ist ein familiäres und privates pädagogisches Hilfeangebot für Kinder und Jugendliche, die aufgrund ihrer Persönlichkeitsstruktur, ihrer Lebensperspektive und ihrer Beziehungserlebnisse einen überschaubaren, auf engere persönliche Bindung bezogenen Rahmen benötigen.

## Unterstützung
Westfälische Pflegefamilien werden gemessen an den Bedürfnissen des Pflegeverhältnisses krisenunabhängig beraten. Hierfür hält das WPF-System unterschiedliche personelle Beratungsschlüssel (1:10, 1:15, 1:20) vor. Mit Hilfe dieser Einstufungen können situativ (z. B. kurzfristige Kriseninterventionen) oder im Hilfeplangespräch engere oder weitläufigere Betreuungsleistungen verabredet werden.

## Finanzierung
Die Westfälischen Pflegefamilien werden von der öffentlichen Hand durch ein Pflegegeld finanziell unterstützt. Die Höhe der monatlichen Zahlungen für den wiederkehrenden Bedarf richtet sich nach dem Alter des jungen Menschen sowie der Qualifikation der Pflegeeltern, denn das WPF-Modell unterscheidet zwischen Pflegeeltern mit besonderer Eignung und solchen mit professioneller Qualifikation. Der öffentliche Träger, der die Beratung übernimmt, erhält zusätzlich einen sog. Trägernanteil für die Arbeit mit dem Pflegefamiliensystem vor Ort.

## Leistungsstandards
Das System „Westfälische Pflegefamilien“ ist in seinen Prozessen und Handlungsschritten über ein Qualitätshandbuch standardisiert. Dies gewährleistet Einsicht in die Angebote sowie die qualitätssichernden Maßnahmen.

## Statistik
Zum Stichtag 31. Dezember 2019 gehörten dem Verbund der WPF-Träger, insgesamt 46 Einrichtungen der freien Jugendhilfe mit ca. 360 Beraterinnen und Beratern an. Hinzu kommen noch für jede der Einrichtung mindestens eine co-beraterisch begleitende Fachkraft, die gemeinsam mit den Beraterinnen und Beratern in besonderen Fällen tätig wird.
Ende 2019 lebten 1860 Kinder und Jugendliche in 1450 Westfälischen Pflegefamilien. Wie im Vorjahr betrug auch 2019 die Anzahl der vermittelten Kinder und Jugendlichen mit einer Behinderung etwa ein Fünftel.
Der LWL-Landesjugendhilfeausschuss Westfalen erhält einen jährlichen Bericht über die Entwicklung der Westfälischen Pflegefamilien.